# Józef Gawlina
Józef Gawlina, poljski rimskokatoliški duhovnik, škof in general, * 18. november 1892, † 21. september 1964.